# ضاق الخناق
ضاق الخناق (بالتركية: Boğa Boğa)‏ هو فيلم درامي تركي من إنتاج شركة القمر للإنتاج، تم عرضه على نتفليكس في 21 أبريل 2023. الفيلم من إخراج أونور سايلك، وكتابة سيناريو من قبل هاكان غونداي، ويضم في بطولته كيفانش تاتليتوغ وفوندا إريجيت.